# Бердянський заказник
Зака́зник «Бердя́нський» — один з об'єктів природно-заповідного фонду Донецької області, лісовий заказник загальнодержавного значення.

## Розташування
Розташовується в Амвросіївському районі Донецької області за десяток кілометрів на північ від міста Амвросіївки на території лісового урочища «Бердянка», що розкинулося по обидва боки річки Кринка.

## Історія
Урочище «Бердянка» у 1963 році було оголошене пам'яткою природи місцевого значення.
Статус заказника урочищу «Бердянка» присвоєно Постановою Ради Міністрів УРСР від 28 жовтня 1974 року № 500.

## Мета
Мета створення заказника — збереження цінних байрачних та заплавних лісів на півдні Донецької височини вздовж берегів річки Кринка.

## Завдання

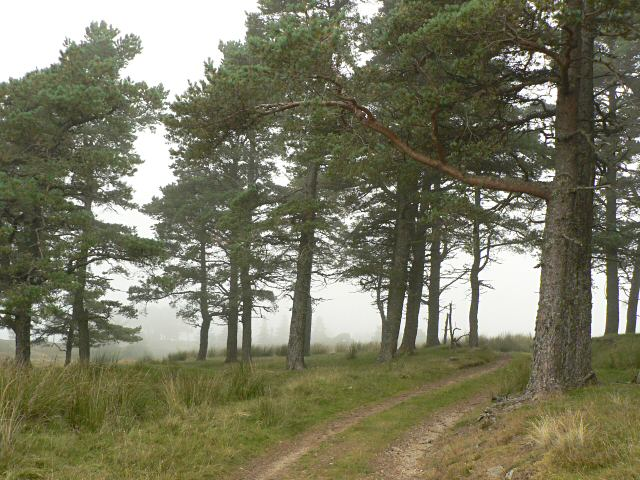
Сосна звичайна

До основних завдань Заказника входить:
- створення умов для збереження у природному стані унікального для Донецької області цінного природного лісового масиву байрачної діброви;
- збереження штучного лісового масиву сосни звичайної, створеного на кам'янистих землях;
- розробка заходів по використанню непридатних для сільського господарства земель і перетворення їх на продуктивні лісові угіддя;
- поширення екологічних знань серед населення регіону;
- підтримання загального екологічного балансу в регіоні тощо.

## Загальний опис
Площа — 413 га. Територію заказника становлять байрачні ліси та річка Кринка з комплексами лучної, прибережно-водної рослинності, рідкісної дубово-ясеневої діброви серед степу та штучними насадженнями сосни на кам'янистому ґрунті на берегах річки Кринка і степової рослинності на схилах. Із заказником працює Державне підприємство «Амвросіївський лісгосп»: Благодатненське і Степано-Кринське лісництва, займаючись лісівництвом в умовах посушливих степів. Заказник відкритий для відвідувань.

## Рельєф

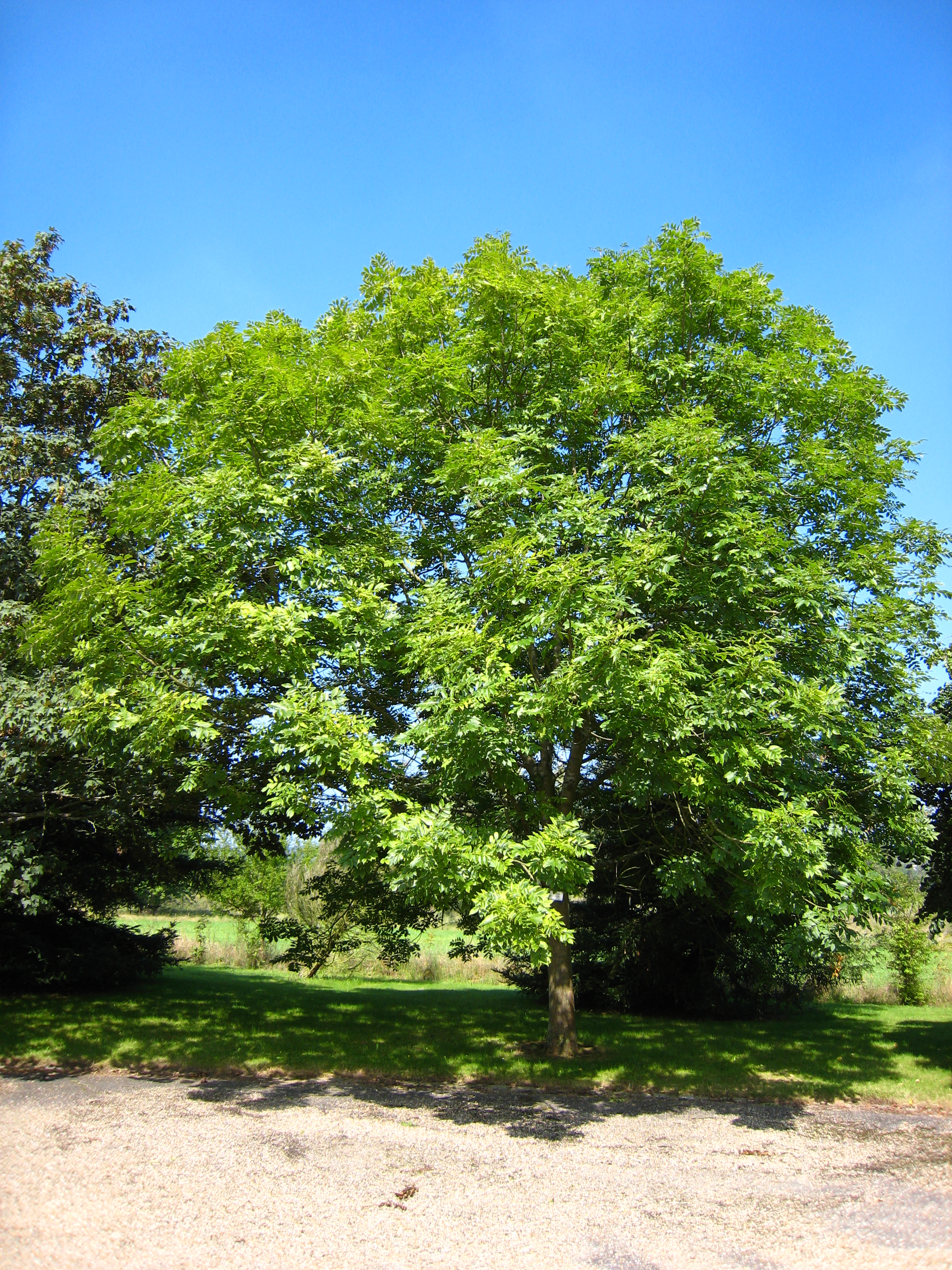
Ясен звичайний

Річище Кринки на території заказника звивисте, завширшки до 20 метрів і завглибшки від 1 до 4 метрів. Долина річки вузька, з крутими схилами. На схилах вздовж річища часті виходи пісковика на поверхню у вигляді уступів, круч та скель. Річка відіграє важливу роль у ландшафті заказника.

## Рослинність
Основною деревною породою Бердянського заказника є ясен звичайний. Найстаріші ясенові насадження досягають тут 100-літнього віку, але майже всі інші досить рівномірно розміщені в інтервалі 40—80 років. Також трапляються берест, дуб, клен гостролистий, біла акація, сосна, тополя, в'яз, груша лісова та яблуня лісова і рання. Домішок цих порід становить близько 30 %. Біля річки ростуть верби. Посадки сосни створені у 1959 році на пісковиках і пісках на пологому схилі лівого берега Кринки. Лісові площі займають у заказнику приблизно 85 % території.
Наземний покрив негустий, а іноді й відсутній. Але навесні, коли дерева ще не вкрилися листям і світла під полог проникає багато, там зацвітають ефемероїди: проліска сибірська, рясти, зірочки, тюльпан лісовий, пшінка весняна, декілька видів фіалок. Зростають угруповання конвалії, лікарської та багатоквіткової купини, кліщинця подовженого. Там, де лісовий полог менш густий, з'являється підлісок з бруслин бородавчастої, європейської і Черняєва, бирючини звичайної, бузини чорної, свидини криваво-червоної. З трав'яних рослин поширені яглиця звичайна, бугила лісова, кропива дводомна та опушена, чистотіл звичайний, розхідник плющовидний, підмаренник чіпкий та інші види. На узліссях і галявинах зростають зарості терену, іноді зустрічаються кущі глоду і шипшини. На схилах долини трапляються вишня степова, дереза чагарникова, а на кам'янистих — таволга звіробоєлиста, кизильник чорноплідний. По берегах річки височать зарості очерету звичайного, здебільшого оповиті хмелем, плетухою звичайною. Трапляються кущі борщівника сибірського, алтеї лікарської, куртини кірказону звичайного, череди трироздільної, водяного перцю й інших прибережно-водяних рослин.
Загальна кількість видів рослин, що зростають в заказнику — 474. З них 11 видів занесені до Червоної книги України, 2 — до Червоного списку Міжнародного союзу охорони природи, 3 — до Європейського Червоного списку, 19  — до регіонального Червоного списку.